# Pronkhertenzwam
De pronkhertenzwam (Pluteus umbrosus) is een schimmel behorend tot de familie Pluteaceae. Deze saprotrofe paddenstoel wordt gevonden in bossen, struikgewas en parken op dood hout van loof- en naaldbomen. Vruchtlichamen komen voor van mei tot oktober op stronken en rottende boomstammen.

## Taxonomie
Deze soort werd voor het eerst beschreven in 1798 door Christiaan Hendrik Persoon en noemde hem Agaricus umbrosus. De huidige naam, erkend door de Index Fungorum, werd er in 1871 aan gegeven door Paul Kummer.

## Kenmerken

### Uiterlijke kenmerken
Hoed
De hoed heeft een diameter van 3  tot 10 cm. De vorm is conisch of halfbolvormig bij jonge exemplaren, uitspreidend naarmate ze ouder worden en vlak met een brede umbo zodra ze volgroeid zijn. Het oppervlak is donkerbruin in het midden, lichter aan de rand, vaak radiaal geaderd. Aan de bovenkant is het bedekt met uitstekende schubben.
Lamellen
De lamellen zijn tot 7 mm breed, aanvankelijk wit, daarna roze met zeer fijne bruine vlekken. De lamelsnede is donkerbruin.
Steel
De steel heeft een lengte van 3-10 cm en een dikte tot 0,2-1 cm. De steel is cillindrisch, iets verdikt aan de basis, eerst vol, daarna hol. Het steeloppervlak is aanvankelijk wit, en later lichtbeige, bedekt met bruine vezels en schubben. Er is geen ring aanwezig.
Geur en smaak
Het vlees is wit als het droog is, bruingrijs als het nat is, geelbruin aan de basis van de steel. De geur is zwak, onaangenaam, ammoniakachtig en de smaak is onduidelijk tot licht radijs.
Sporenprint
De sporenprint is rozebruin. 

### Microscopische kenmerken
De sporen zijn breed ellipsoïdaal, ellipsoïdaal of bolvormig, soms licht bolvormig en meten 5–7 × 4–5 µm. Cheilocystidia zijn talrijk, meestal met een bruin pigment erin en meten 25–75 × 10–25 µm. Pleurocystidia zijn breed flodderig, met grijsbruine inhoud, soms met bruin pigment en meten 45–80 × 13–24 µm. Er zitten plukjes caulocystidia op de steel.

## Verspreiding
De pronkhertenzwam komt voor in Noord- en Zuid-Amerika, Europa, Azië en Nieuw-Zeeland. In Nederland komt hij vrij algemeen voor. Hij staat niet op de rode lijst en is niet bedreigd.